# Can Gomà (Mollet del Vallès)
Can Gomà és una obra noucentista de Mollet del Vallès (Vallès Oriental) inclosa a l'Inventari del Patrimoni Arquitectònic de Catalunya.

## Descripció
Edificació civil aïllada, de planta i composició complexa. Consta de planta baixa i dos pisos. El pis superior, amb la meitat de la planta a manera de terrassa, està resolt en la línia de façana amb una sèrie d'arcs de mig punt. La coberta és a quatre vessants.

## Història
Des de la meitat de la dècada dels setanta, quan passà a ser de propietat municipal, s'utilitza com a llar de jubilats.